# Xã Little Blue, Quận Washington, Kansas
Xã Little Blue (tiếng Anh: Little Blue Township) là một xã thuộc quận Washington, tiểu bang Kansas, Hoa Kỳ. Năm 2010, dân số của xã này là 76 người.